# Juan Joyita
Juan Joyita... quiere ser Caballero es una telenovela colombiana producida por TeleVideo para el canal RCN Televisión de drama, intriga y romance cuyos actores principales son Catalina Londoño y Andrés Suárez con la participación antagónica de Alejandro López, Carolina Lizarazo  y Gerardo Calero en 2001.

## Sinopsis
Juan Ventura (Andrés Suárez), fue un chico que hasta los 8 años creyó que el paraíso quedaba en la hacienda La Herradura. Allí creció feliz con sus padres, humildes jornaleros de la finca. Y con Tomás y Lucrecia Caballero, Los nietos de Helena (Consuelo Luzardo), La Dueña.
Lucrecia (Catalina Londoño) fue su primer amor. Amor correspondido además porque a los 8 años las diferencias de clases no son obstáculo. Pero de un momento a otro el paraíso se derrumbó.
Sobre la hacienda se decía que existía un tesoro  sobre el que pesaba una maldición. El día en que Helena Caballero descubrió al papá de Juan excavando en la hacienda en busca del tesoro, la desgracia cayó sobre las dos familias. En una confusa sucesión de percances, el padre de Juan Ventura fue asesinado y Tomás Caballero, el hermano de Lucrecia desapareció.
Pasan 20 años para que Juan, apodado la Joyita, regrese a la Herradura a vengar el asesinato de su padre. Tras confirmar que Tomás sigue desaparecido, decide ocupar su lugar. Solo así se le abrirían las puertas de la hacienda y el corazón de los Caballero. Sin embargo sus intenciones de hacer justicia encontrarán un obstáculo, el corazón de una mujer.
Pocos días antes de poner a andar su plan contra los Caballero, Juan se reencuentra con Lucrecia, que ahora se hace llamar Lucas, y se enamora de ella como cuando era niño sin saber que es la hermana del hombre al que viene a suplantar.
El engaño y la mentira que hasta entonces parecían tan fáciles, se convierten en una pesadilla, Juan, ahora, convertido en Tomas, tendrá que escoger entre continuar con la farsa para lograr su venganza o doblegar su corazón y recuperar a la mujer que ama.

## Elenco
- Catalina Londoño ... Lucrecia "Lucas" Caballero
- Andrés Suárez Montoya(actor) ... Juan "Joyita" Ventura (Tomás Caballero)
- Consuelo Luzardo.... Helena Caballero
- Carlos Duplat ... Agustín
- Gerardo Calero ... Rodrigo Villa
- Alejandro López ... Marcelo Villa Caballero
- Carolina Lizarazo ... María José
- Diego León Hoyos ... Edgar Contreras
- Humberto Dorado ... Alberto Hanaberg
- María Fernanda Martínez ...  Berta
- María José Martínez.... Lina Villa Caballero
- Ana María Kamper ... María Paulina Caballero de Villa
- Pedro Rendón ... Cristóbal Caballero
- Frank Beltrán ... Contreras, amigo de Juan
- Guillermo Castañeda ...  Jerónimo Caballero
- Orlando Lamboglia ... Pelusa
- Vicky Rueda ... Kika Hanaberg
- Pilar Álvarez ... María, Mamá de Juan
- Diana Ángel ... Ana, amiga de Lucas
- Diego Cadavid ...  Roberto
- Pablo Uribe ... Tomás Caballero
- Hernando Hurtado ... Eugenio Ventura
- Andrés Sandoval ...Pedro
- Claudia Dorado
- Inés Prieto